# Philippe Desportes

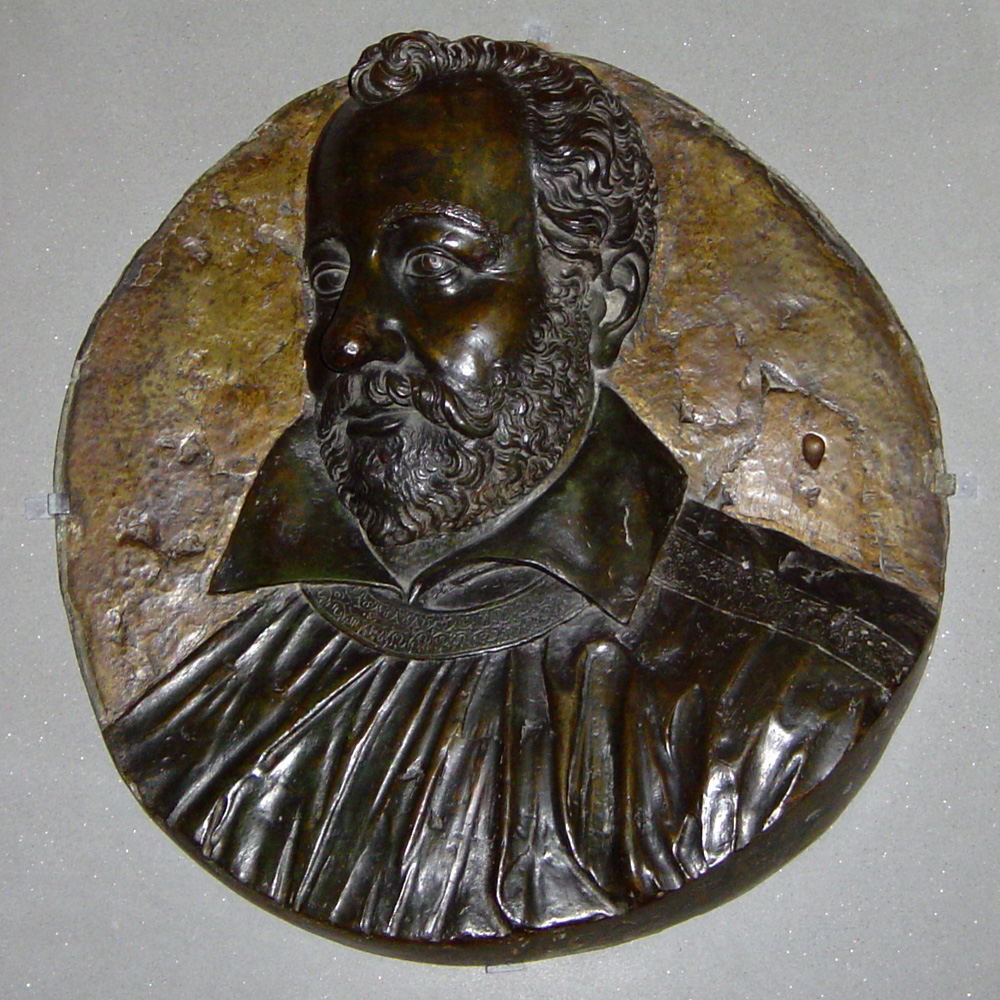
Bassorilievo di Philippe Desportes.

Philippe Desportes (Chartres, 1546 – Pont-de-l'Arche, 5 ottobre 1606) è stato un poeta francese.

## Biografia
Nacque all'interno di una famiglia della ricca borghesia. Non si posseggono notizie certe sulla sua formazione culturale, che in ogni caso dovette essere variegata ed articolata, viste le sue conoscenze della lingua latina, di quella greca e di quella ebraica.
Un suo viaggio in Italia al fianco del vescovo Puy-du-Dôme svolto nel 1566 gli consentì di conoscere la letteratura italiana, evento che maturò in lui il desiderio di trapiantare in Francia l'opera di Ariosto.
Rientrato a Parigi, riuscì ad entrare nelle grazie di personaggi influenti e potenti, quali il duca di Villeroy ed il duca Enrico d'Angiò, al cui fianco effettuò un viaggio in Polonia nel 1573.
Una volta eletto re, Enrico III di Francia nominò Desportes poeta di corte, la cui funzione consistette, oltre alla preparazione di un buon numero di liriche dedicate al suo sovrano, nella riorganizzazione della "Académie du Palais", fondamentale per l'indirizzamento del gusto letterario francese del Cinquecento.
Sotto l'influenza di Ariosto, Petrarca e Sannazaro, si dilettò nella composizione di numerose villanelle e sonetti, raccolti nell'opera intitolata Premières Oeuvres, pubblicata a partire dal 1573 fino al 1585, che incluse le sue poesie profane, tra le quali le Imitations de l'Arioste, l'Amours de Diane, l'Amours de Cléonice, l'Amours de Hippolyte, Elégies, Mélanges.
Dopo aver ottenuto un alto incarico presso l'abbazia di Tiron, nel 1583, Desportes abbandonò la poesia profana per dedicarsi a quella religiosa, consistente soprattutto nella traduzione dei Salmi.
Dopo la morte di Enrico III, Desportes si schierò a fianco della Lega e svolse un ruolo primario di mediazione nelle vicende riguardanti il re Enrico IV di Francia, inclusa la resa di Rouen avvenuta nei primi anni novanta del secolo.
Si trasferì quindi nell'abbazia di Notre-Dame de Bonport, in Normandia, per trascorrere serenamente gli ultimi dieci anni di vita.
Oltre alla traduzione dei Salmi, tra le sue opere religiose possiamo menzionare le Poésies chrétiennes del 1603.
Le sue poesie a sfondo amoroso, seppur composte su commissione, evidenziarono elementi di qualità, sia per la lingua decisa e semplice sia per l'apertura stilistica, che fecero di Desportes un buon imitatore dei petrarchisti italiani del XV secolo, oltre che un valido rivale di Ronsard e un precursore di Malherbe, con il quale aveva in comune la grande considerazione per i problemi formali e linguistici, e una naturale misura che voleva significare già un sostanziale classicismo.

## Opere principali
- Premières Œuvres (1573)
- Œuvres complètes
- Les XLI Chansons
- Imitations de l’Arioste
- Les amours de Diane (1573)
- Les Amours de Cléonice (1583)
- Bergeries
- Élégies (1583)
- Les 150 psaumes de David (1603–1605)